# Vicolo Marzio
Il vicolo Marzio è un'antica strada del centro storico di Firenze, che va dalla piazza del Pesce, a ridosso del Ponte Vecchio, fino alla piazza di Santo Stefano. 

## Storia

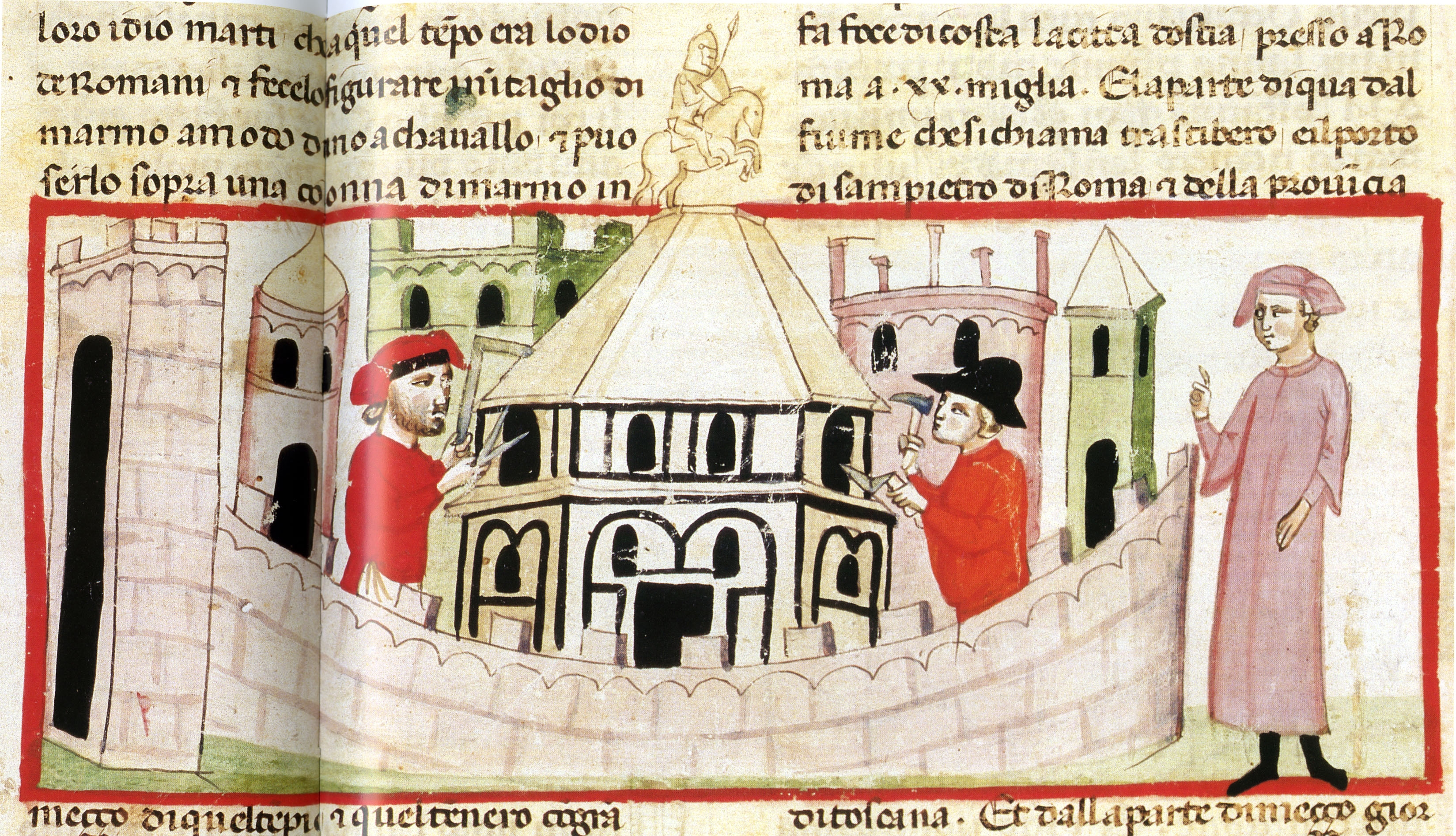
La statua di Marte sulla sommità del Battistero, in una miniatura del manoscritto Chigiano della Nova Cronica, XIV secolo (Biblioteca Vaticana Chig. L. VIII. 296, f. 29v)

Sebbene lo stretto vicolo possa oggi apparire insignificante, soprattutto dopo la ricostruzione del Dopoguerra, esso conserva la memoria, almeno fin dal XIV secolo, dell'antica leggenda della statua di Marte, citata da Dante Alighieri e da tutti gli storiografi cittadini. Il grande poeta ben conosceva quel mozzicone mutilo ("pietra scema") che la leggenda voleva rappresentasse il Dio Marte a cavallo, proveniente da un presunto tempio di Marte di Florentia su cui secondo tradizione venne poi edificato il battistero. La statua era stata poi collocata qui, nei pressi del ponte, per conservare la memoria dell'antico protettore della città a cui però i Fiorentini avevano preferito Giovanni Battista, scatenando le ire dell'antico dio che li avrebbe maledetti condannandoli alle eterne discordie (alla "trista" arte della guerra), di cui tanto soffrì lo stesso Dante (Inf. XIII, 130-151). All'ombra del pilastro su cui era collocata la statua di Marte era stato infatti ucciso Buondelmonte de' Buondelmonti, come ricorda Giovanni Villani, scatenando le lotte interne tra guelfi e ghibellini. Lo stesso Dante ricordò i confini della Firenze antica "tra Marte e il Battista", cioè tra il ponte Vecchio e la piazza del Duomo, dove è il battistero.
La statua andò perduta nell'alluvione del 4 novembre 1333, quella catastrofica che fece crollare anche l'antenato del ponte Vecchio. La presenza di questo "palladio" veniva vista come una protezione per la città e la sua perdita sarebbe stata interpretata come un preannuncio di sventure, tuttavia non verificatesi se non una decina di anni dopo come il fallimento della banche Bardi e Peruzzi (1343-1345) o la peste nera del 1348.
Studi recenti mettono in dubbio che si trattasse davvero di una rappresentazione di Marte, mai effigiato a cavallo, ma avrebbe potuto trattarsi di un re barbaro, magari Teodorico o Totila che, una volta persa la memoria della sua figura, venne equivocato per il dio. 
Alcuni sostengono che la direttrice tra via Vacchereccia, il chiasso degli Armagnati, il chiasso Cozza e il vicolo Marzio fosse quella che in epoca romana portava all'antenato del ponte Vecchio, costruito nei pressi di piazza del Pesce.

## Descrizione
Come accennato, questa zona fu pesantemente danneggiata dalle mine tedesche dell'agosto 1944, che per impedire l'accesso al ponte Vecchio ridussero gli edifici circostanti a un cumulo di macerie. Gli edifici odierni sono in massima parte frutto delle ricostruzioni degli anni 1950. 

### Edifici
Sul vicolo si affaccia la porta della canonica di Santo Stefano al Ponte, sede del già Museo diocesano, oggi deposito di beni artistici della diocesi. Al 2 si trova inoltre la "Casa dell'Orafo", ovvero la sede di alcuni laboratori artigiani e dell'associazione degli orafi fiorentini, che hanno i propri negozi soprattutto sul vicino Ponte Vecchio. Nell'androne si trovano i resti di un altare, forse appartenuto a una confraternita che si riuniva in questi locali, già appartenuti al complesso di Santo Stefano.
Gli edifici sul lato ovest invece sono tutti moderni, frutto delle ricostruzioni dopo le distruzioni dovute alla ritirata dei tedeschi da Firenze, il 4 agosto 1944.

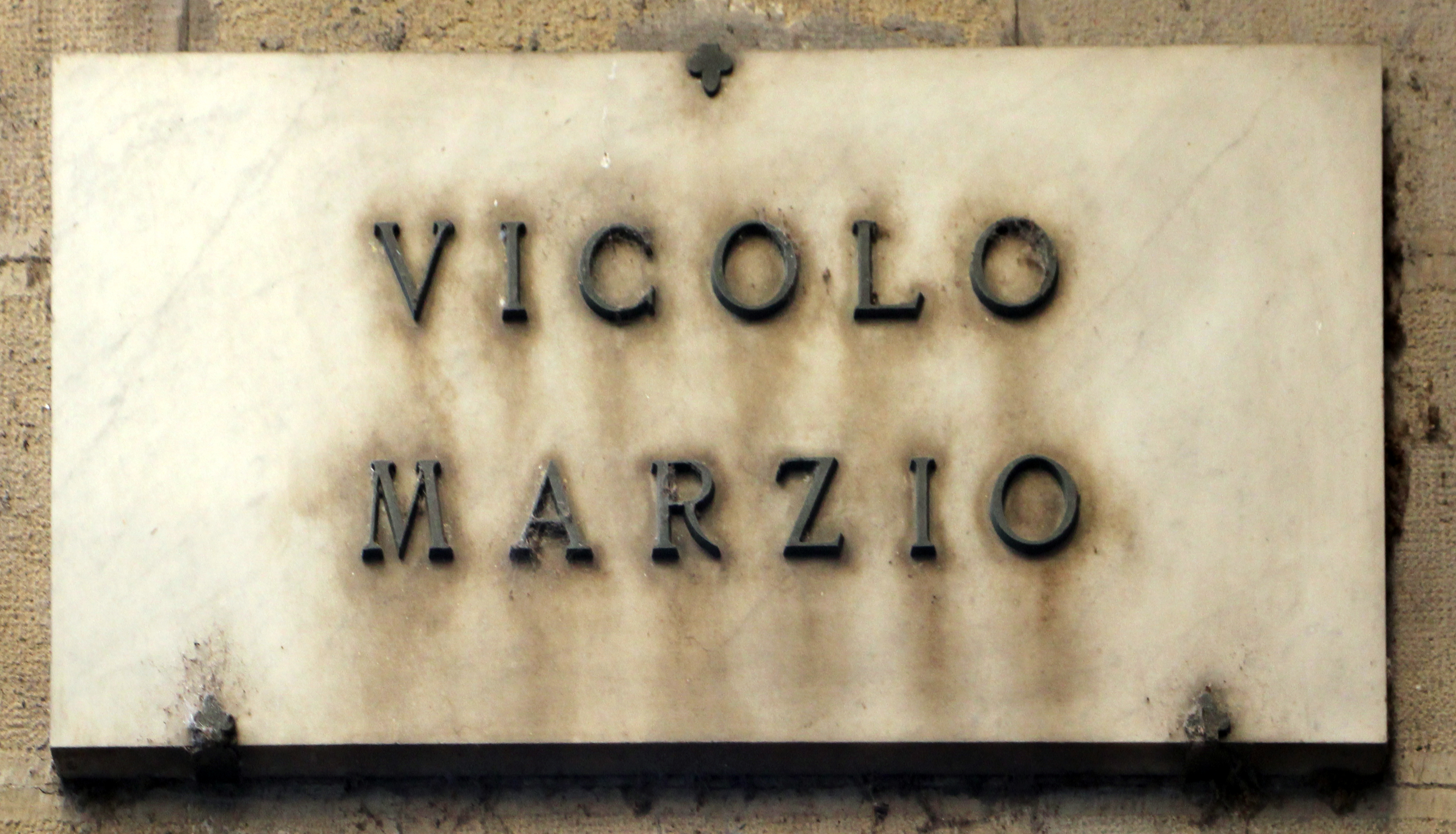
Lapide con nome
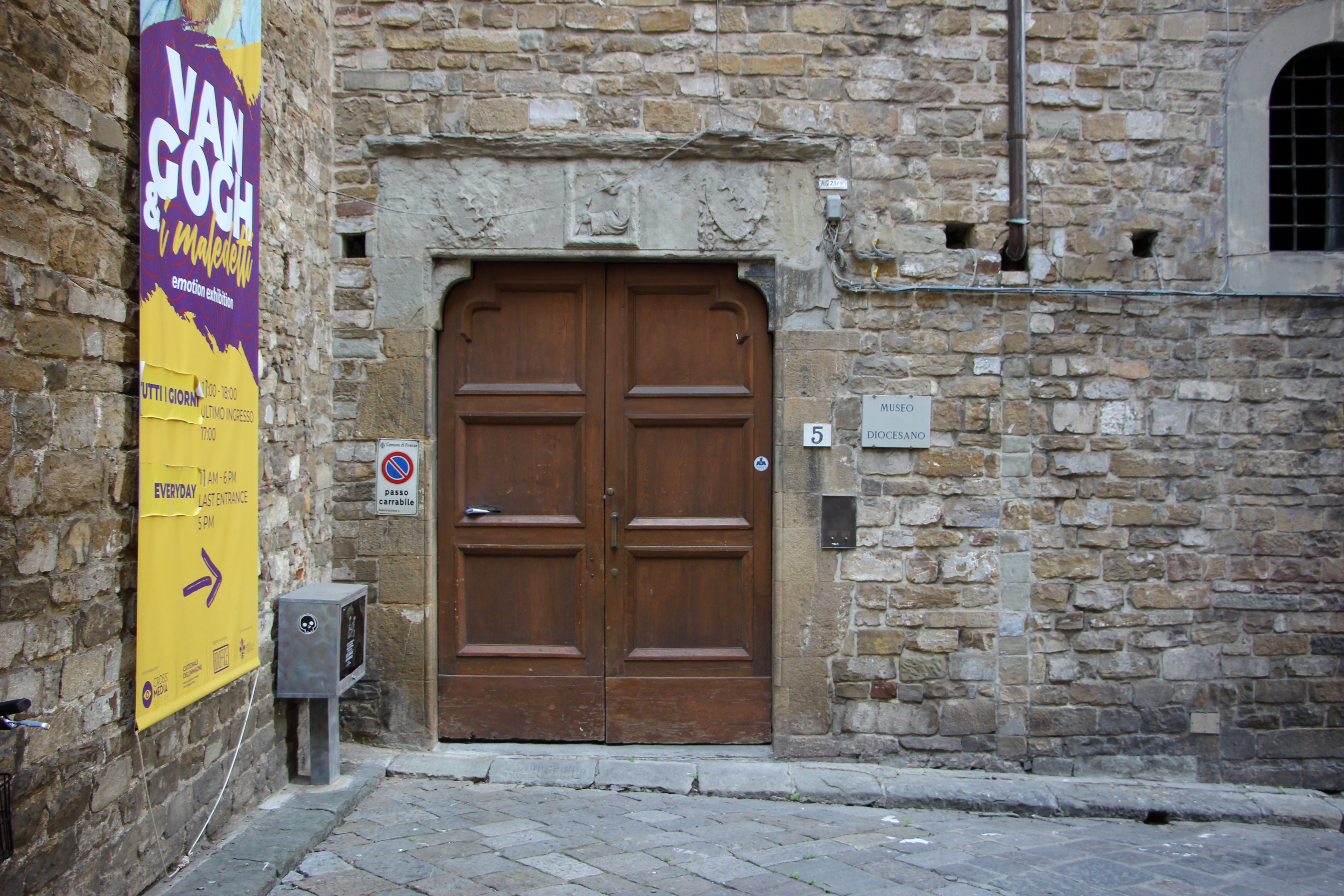
La porta della canonica di Santo Stefano, alla fine del vicolo
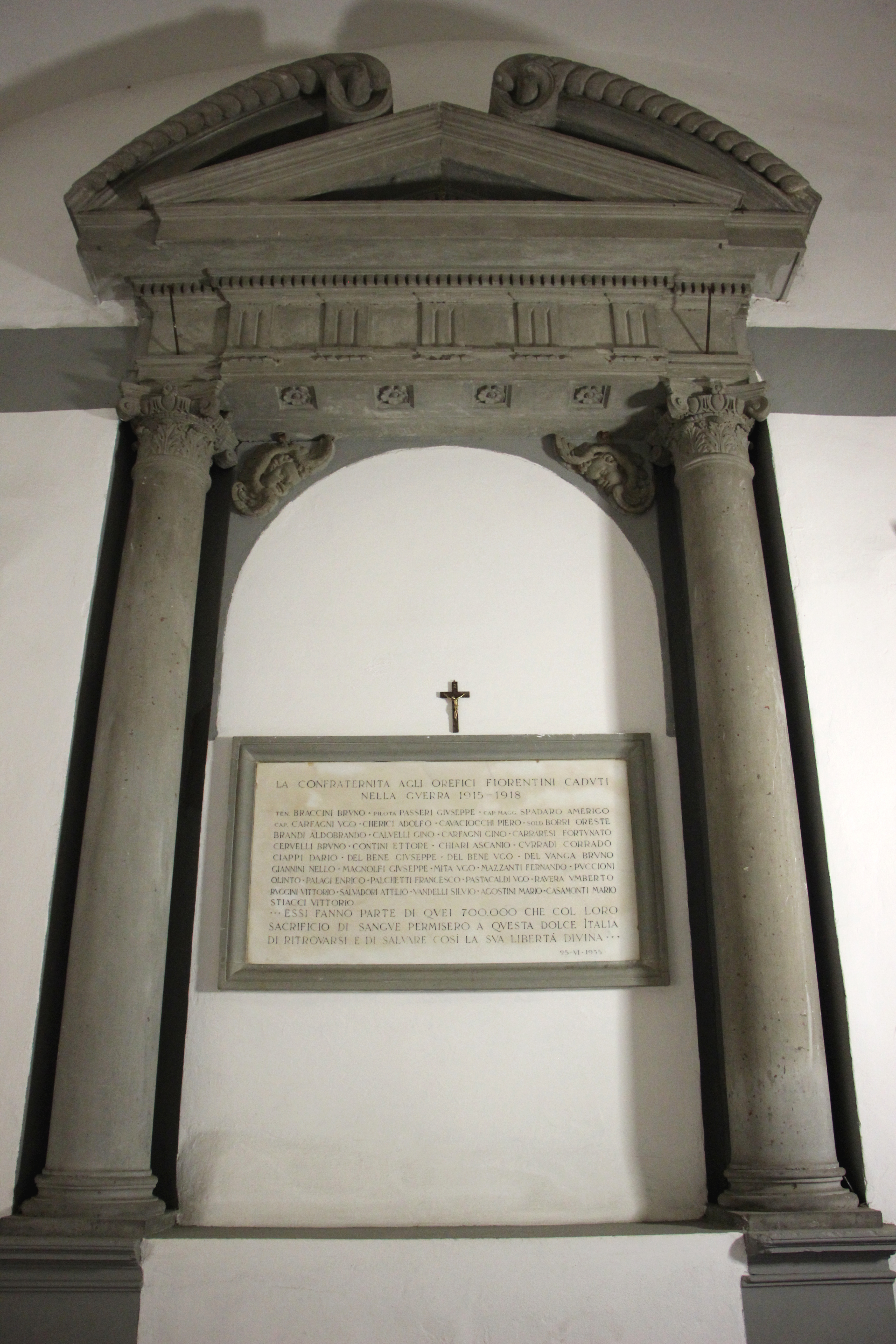
Altare nella Casa artigiana dell'Orafo, dala confraternita
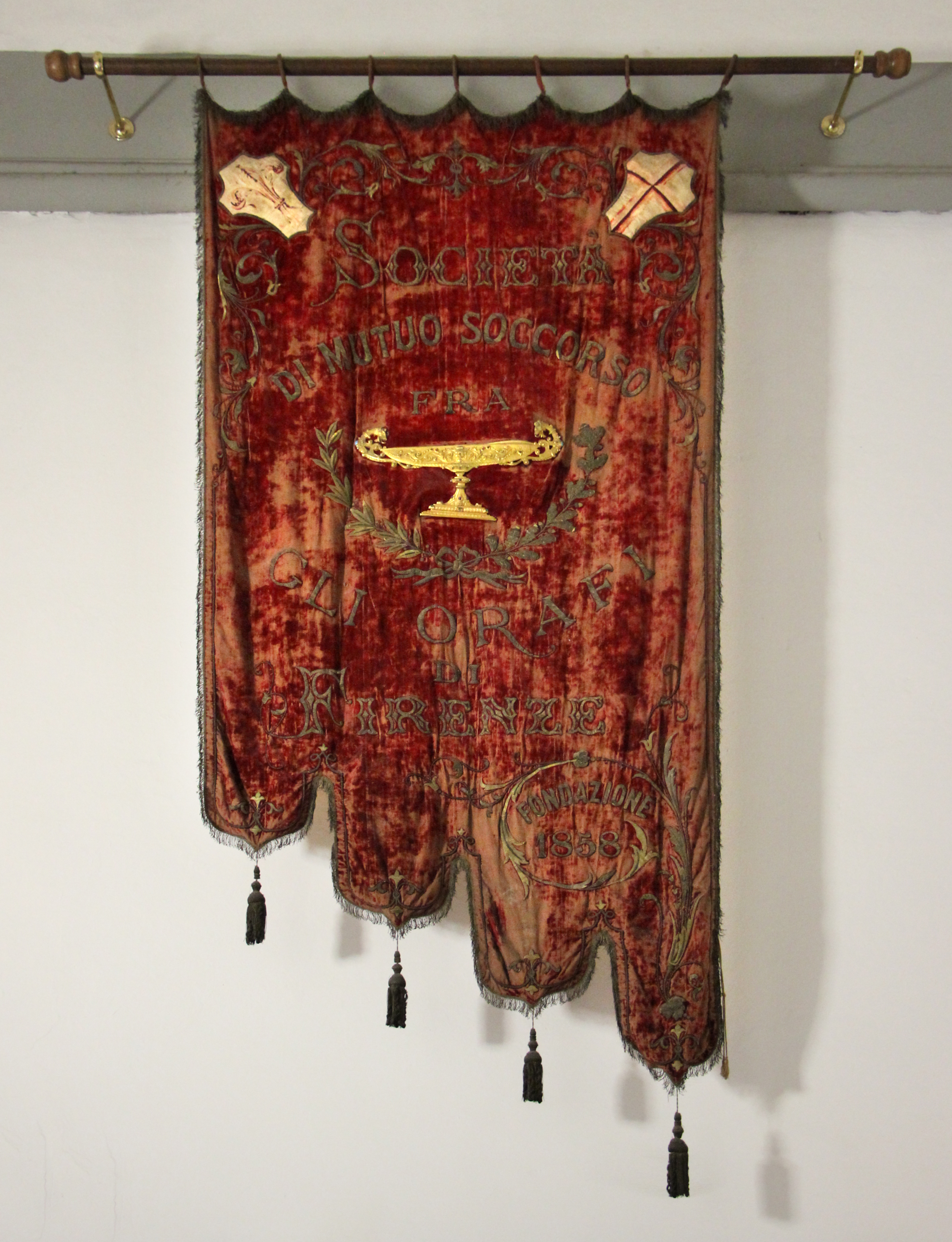
Stendardo Società di Mutuo Soccorso fra gli Orafi

### Lapidi
All'imbocco del vicolo, sulla parete laterale della chiesa di Santo Stefano al Ponte, si trova una lapide dei Signori Otto, completamente abrasa, ma nota da trascrizioni:
| I S.RI OTTO. HANNO PROIBITO.FARCI BRVTTVRA 1598 |

Nella sede della Casa artigiana dell'Orafo si trova una lapide per i Caduti della Confraternita degli orafi durante la prima guerra mondiale:
| LA CONFRATERNITA AGLI OREFICI FIORENTINI CADUTI NELLA GVERRA 1915–1918 TEN. BRACCINI BRVNO • PILOTA PASSERI GIVSEPPE • CAP. MAGG. SPADARO AMERIGO CAP. CARFAGNI VGO • CHIERICI ADOLFO • CAVACIOCCHI PIERO • SOLD. BORRI ORESTE BRANDI ALDOBRANDO • CALVELLI GINO • CARFAGNI GINO • CARRARESI FORTVNATO CERVELLI BRVNO_ • _CONTINI ETTORE_ • _CHIARI ASCANIO_ • _CVRRADI CORRADO CIAPPI _DARIO_ • _DEL _BENE _GIVSEPPE_ • _DEL _BENE _VGO_ • _DEL _VANGA _BRVNO GIANNINI NELLO • MAGNOLFI GIVSEPPE • MITA VGO • MAZZANTI FERNANDO • PVCCIONI OLINTO PALAGI ENRICO • PALCHETTI FRANCESCO • PASTACALDI VGO • RAVERA VMBERTO RVGGINI VITTORIO•SALVADORI ATTILIO•VANDELLI SILVIO•AGOSTINI MARIO•CASAMONTI MARIO STIACCI VITTORIO__ · ESSI FANNO PARTE DI QVEI 700.000 CHE COL LORO SACRIFICIO DI SANGVE PERMISERO A QVESTA DOLCE ITALIA DI RITROVARSI E DI SALVARE COSÌ LA SVA LIBERTÀ DIVINA · 25–VI–1935 |